# Beijing Institute of Technology Football Club
Maillots
Le Beijing Institute of Technology Football Club (en chinois : 北京理工大学足球俱乐部), plus couramment abrégé en Beijing BIT ou en BIT FC, est un club chinois de football professionnel fondé en 2000 et basé dans le quartier de Haidian à Pékin, la capitale du pays
Le club est la propriété de l'Institut de technologie de Pékin (Beijing Institut of Technology ou BIT).
Tous les joueurs, même les quelques étudiants étrangers, sont des étudiants à plein temps au BIT. Avant d'évoluer dans les championnats professionnels, l'équipe a remporté 4 championnats universitaires chinois. Maintenant, le BIT FC évolue dans la Ligue Jia depuis 2007.

## Histoire

### Football universitaire
Avant de jouer dans la Ligue Jia professionnelle, le club est considéré comme une des meilleures équipes de football chinois universitaire.
Il participe à la ligue universitaire chinoise de football (Sinogramme simplifié : 中国大学生足球联赛) depuis sa fondation en 2001. Le soutien financier initial vient du BIT, de sponsoring d'entrepreneurs et de dons d'anciens. Tous les joueurs doivent continuer leurs études et gagnent en même temps 400 yuans par mois d'indemnité. De 2001 à 2006, l'équipe devient 4 fois champion universitaire en 2002, 2003, 2004 et 2006.
L'équipe du BIT représente également la république populaire de Chine à l'Universiade d'été 2003 et remporte la septième place. L'équipe est à nouveau sélectionnée pour participer à l'Universiade d'été 2005.

### Football professionnel
En 2006, l'équipe remporte le titre de la ligue semi-professionnelle Yi et est promue dans la ligue professionnelle Jia. Cette accession attire l'attention de la nation, car il s'agit de la première équipe complètement composée d'étudiants qui y arrivent. Cependant, des inquiétudes s'élèvent à propos de l'impact du football professionnel sur les étudiants et si l'université autorisera son équipe de sport à participer à une ligue professionnelle.
À l'issue de la saison 2007, l'équipe termine à la 11e place sur 13 de la ligue Jia et parvient donc à se maintenir pour la saison 2008. Au cours de cette saison, l'équipe est renommée Beijing Aigo College Student Football Team (Sinogramme simplifié : 北京爱国者大学生足球队) à cause de l'apport financier de Beijing Huaqi Information Digital Technology Co., Ltd, qui possède la marque Aigo.
En 2009, GuiRenNiao devient sponsor du club et le club change à nouveau de nom Beijing GuiRenNiao College Student Football Club (Sinogramme simplifié : 北京贵人鸟大学生足球俱乐部).

## Bilan sportif
- À la fin de la saison 2009

Classements dans les ligues professionnelles
| Saison   | 2006 | 2007 | 2008 | 2009 |
| -------- | ---- | ---- | ---- | ---- |
| Division | 3    | 2    | 2    | 2    |
| Position | 1    | 11   | 7    | 8    |

Classements dans la ligue universitaire
| Saison   | 00/01 | 01/02 | 02/03 | 03/04 | 04/05 | 05/06 | 06/07 | 07/08 |
| -------- | ----- | ----- | ----- | ----- | ----- | ----- | ----- | ----- |
| Position | 3     | 1     | 1     | 1     | 4     | 1     | 4     | 3     |

## Personnalités du club

### Présidents du club
- Hu Haiyan
- Liu Qixiao

### Entraîneurs du club
- Zhang Ning
- Zhang Dongping
- Asier Eizaguirre